# الجمعية العامة للتوحيديين والكنائس المسيحية الحرة

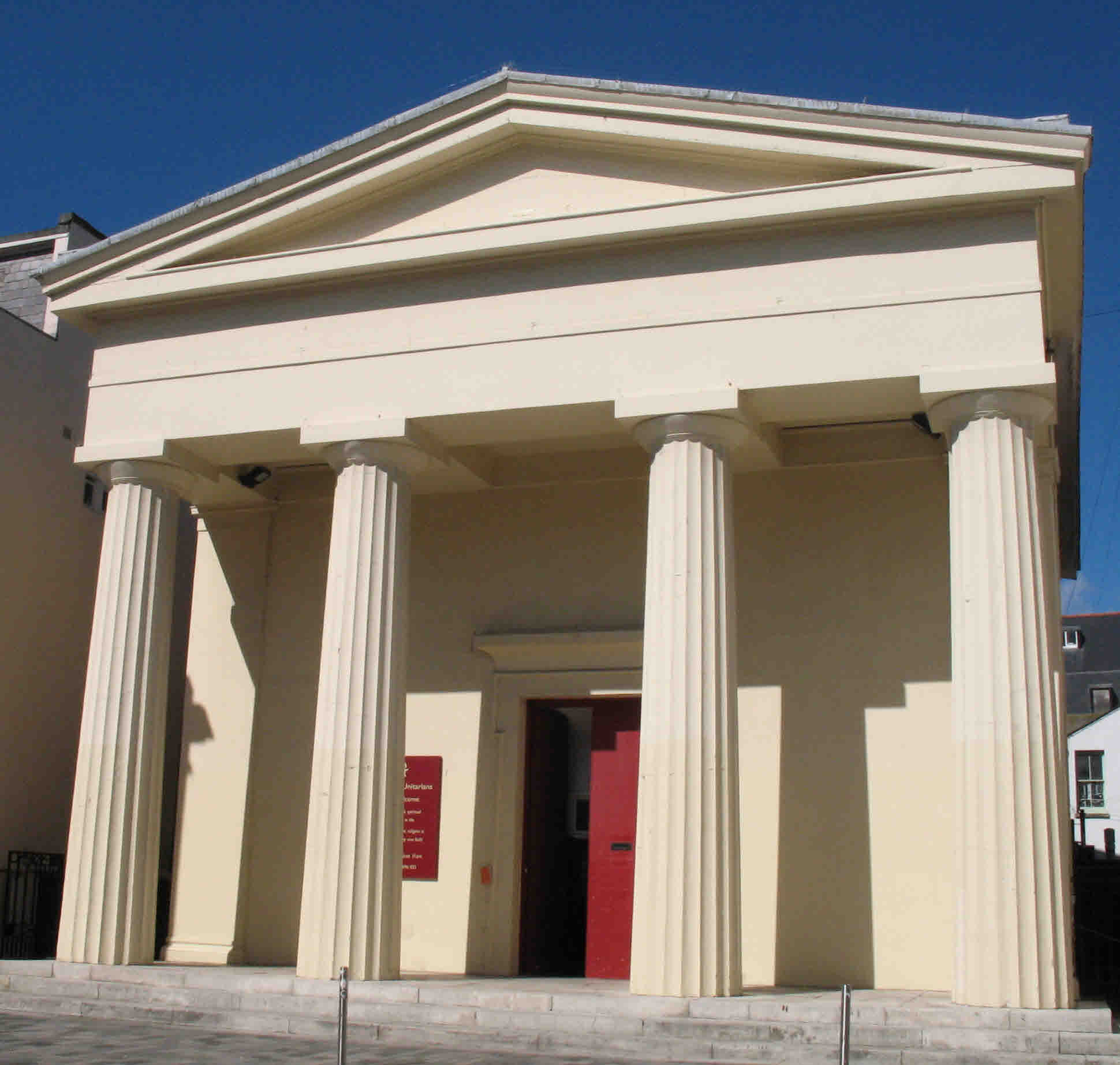
كنيسة برايتون التوحيدية في إنجلترا.

الجمعية العامة للتوحديين والكنائس المسيحية الحرة (بالإنجليزية: General Assembly of Unitarian and Free Christian Churches)‏ أو كما تعرف أيضًا باسم التوحيديين البريطانيين هي منظمة تجتمع تحت مظلتها كنائس التوحيديين المسيحيين والكنائس المسيحية الحرة وغيرها من الطوائف الدينية الليبرالية في المملكة المتحدة وأيرلندا وتصنف الجمعية كمنظمة بروتستانتية ومسيحية ليبرالية.
وقد تم تأسيس الجمعية في عام 1928، وتعود جذور الطائفة إلى الطرد العظيم للتطهريين عام 1662. بنيت أول كنيسة توحيدية في إسيكس في وسط لندن، والتي أنشئت في 1774.